# Mycomya dichaeta
Mycomya dichaeta är en tvåvingeart som beskrevs av Fisher 1937. Mycomya dichaeta ingår i släktet Mycomya och familjen svampmyggor. Inga underarter finns listade i Catalogue of Life.